# 芦屋学园短期大学
芦屋学园短期大学（日语：／ Ashiya Gakuen Tankidaigaku *），简称芦短（あしたん），是一所位于日本兵库县芦屋市的私立短期大学。

## 概要

### 简介
- 源流成立于1937年[1][2]。短期大学为于1960年开办[3][2]、由学校法人芦屋学园经营。

### 历史
- 1960年 芦屋女子短期大学成立并同时设置家政科[3][2]。
- 1968年 英文科和幼儿教育科各自成立[3][2]。
- 1969年 英文科改名为英文学科、家政科改名为家政学科、幼儿教育科改名为幼児教育学科[3][2]。
- 2002年 英文学科招生最后[4]。
- 2004年 英文学科停办[2]。
- 2005年 文化福利学科成立[3][2]。厨师课程成立于家政学科[3][2]。
- 2007年 家政学科改名为生活創造学科[3][2]。
- 2009年 文化福利学科招生最后[4]。
- 2011年 于3月31日文化福利学科停办[3][2]。于4月1日芦屋女子短期大学改名为芦屋学园短期大学、开始招収男学生[1][2]、生活創造学科招生最后[4]。

### 憲章
- 请参看芦屋学园短期大学的标志2013年11月18日阅览。

## 学校环境
- 校区：在兵库县芦屋市

## 历任校长
- 福富正吉：第一代短期大学校长[5]
- 宫野良一：现在短期大学校长[1]

## 著名人和有关人员
- 土井善晴：教员

## 組織

### 学科
- 幼儿教育学科

### 前学科
- 生活創造学科[注 1]
- 英文学科[注 2]
- 文化福利学科[注 3]

### 专科
| - 家政专攻：已停办。 |

#### 业余课程
| - 没有 |

## 知名校友
- 奥田顺子：女时装模特儿
- 山内明日：演员

## 相关链接
- 日本短期大学列表